# Michael Seidel
Michael Seidel (* 12. September 1965 in Wernigerode) ist ein deutscher Journalist. Von 2013 bis 2024 war er Chefredakteur der Schweriner Volkszeitung.

## Leben und Wirken
Michael Seidel wurde in Wernigerode geboren, wuchs in Abbenrode auf und legte 1984 sein Abitur an der Landesschule Pforta ab. Nach dem Wehrdienst machte er von 1987 bis 1988 ein Volontariat bei der Umschau im Fernsehen der DDR. Dem folgte von 1988 bis 1993 ein Studium der Journalistik in der Sektion Journalistik an der Karl-Marx-Universität Leipzig.
Während des Studiums begann er 1992 als freier Mitarbeiter bei den Landessendern in Sachsen-Anhalt und Mecklenburg-Vorpommern zu arbeiten. Von 1995 bis 2006 war er landespolitischer Korrespondent in Schwerin für den Nordkurier, dessen News-Desk-Chef er 2006 und stellvertretender Chefredakteur 2008 wurde und ab 2009 den Posten des Chefredakteurs erhielt. Im Jahr 2013 wechselte er als Chefredakteur zur Schweriner Volkszeitung. Nach Übernahme der Schweriner Volkszeitung durch die Mediengruppe der Schwäbischen Zeitung wurde er im Mai 2024 deren Head of Communications für die interne und externe Kommunikation.
Michael Seidel ist verheiratet und hat eine Tochter und einen Sohn.